# Pietro La Fontaine
Pietro La Fontaine (Viterbo, 29 novembre 1860 – Paderno del Grappa, 9 luglio 1935) è stato un cardinale e patriarca cattolico italiano.

## Biografia
Nacque a Viterbo il 29 novembre 1860; il padre, Francesco, era un orologiaio di origine svizzera, mentre la madre, Maria Bianchini, era una benestante borghese viterbese. Fu ordinato sacerdote nel 1883 dall'arcivescovo ad personam di Viterbo e Tuscania Giovanni Battista Paolucci; in seguito rimase per oltre vent'anni nel capoluogo della Tuscia, ove arrivò a guidare il locale seminario diocesano.
Come il padre, inizialmente mantenne la cittadinanza svizzera. Nel 1904 però avviò le pratiche per conseguire la cittadinanza italiana, sollecitato dallo stesso papa Pio X che nutriva progetti nei suoi confronti ed era consapevole che la condizione di straniero a termini di legge avrebbe impedito al presbitero viterbese di ottenere uffici vincolati al regio exequatur. Nel luglio 1906 fu nominato cappellano dello stabilimento penale di Santa Maria in Gradi, nei pressi di Viterbo, da Giolitti, in qualità di ministro dell'Interno. Di fatto esercitò la cappellania fino al febbraio 1907.
Nel frattempo Pio X il 6 dicembre 1906 lo aveva nominato vescovo di Cassano all'Jonio. Fece l'ingresso in diocesi nel marzo 1907. A partire dall'estate 1907 svolse la visita pastorale della diocesi. Da vescovo di Cassano all'Jonio contribuì anche all'organizzazione dell'attività di soccorso e di assistenza dopo il terremoto del 28 dicembre 1908 che colpì in modo disastroso le città di Messina e di Reggio Calabria.
Durante l'episcopato cassanese, per incarico di Pio X fu inviato come delegato apostolico per i seminari delle regioni ecclesiastiche Beneventana (1907) e Liguria (1908). Nel 1908 compì le visite apostoliche dell'arcidiocesi di Pisa, delle diocesi di Massa Marittima e di Volterra e nel 1909 le analoghe visite dell'arcidiocesi di Malta e della diocesi di Gozo.
Quindi nell'aprile 1910 Pio X lo nominò segretario della Congregazione dei Riti e arciprete della Basilica lateranense, trasferendolo sulla sede episcopale titolare di Caristo. Come segretario della Congregazione dei Riti collaborò attivamente alle riforme liturgiche intraprese da Pio X negli ultimi anni del suo pontificato.
Fu nominato patriarca di Venezia il 5 marzo 1915 da papa Benedetto XV, che lo elevò poi alla porpora cardinalizia, creandolo cardinale presbitero nel concistoro del 4 dicembre 1916 con il titolo dei Santi Nereo ed Achilleo; nel 1921 optò per il titolo dei Santi XII Apostoli. Partecipò al conclave del 1922, durante il quale venne eletto papa Pio XI. Quest'ultimo gli affidò negli anni successivi numerosi importanti incarichi: nell'autunno 1922 fu nominato rappresentante papale alle commemorazioni per il centenario di Canova; il 4 maggio 1927 fu nominato legato pontificio al V congresso eucaristico marchigiano di Ancona; il 30 agosto 1933 fu nominato legato pontificio a Vienna per le celebrazioni per il duecentocinquantesimo anniversario della seconda liberazione della città (1683) e in occasione del primo Allgemeiner Deutscher Katholikentag (7-12 settembre 1933). Il giorno 22 aprile 1924 fu ricevuto come Cappellano del Sacro Militare Ordine Costantiniano.
Va notato come, in quel celebre, difficilissimo conclave, La Fontaine sia stato uno dei cardinali più votati (raggiungendo all'undicesimo scrutinio 23 voti su 36 necessari per risultare eletti), per la grande stima di cui godeva, dovuta alla sua bontà d'animo e agli enormi sacrifici personali che si era imposto sia negli ultimi anni della prima guerra mondiale sia nell'immediato dopoguerra per portare aiuto ai meno abbienti. Nel 1924, mantenendo le distanze dal fascismo, dichiarò di essere, per grazia di Dio, «tetragono a tali storie», e che avrebbe seguito «le direttive della Chiesa, pensando ad essere padre di tutti, popolari, fascisti, socialisti, ecc., per ridurre tutti a Dio».
Morì nel seminario minore di Fietta di Paderno del Grappa. 
Il 12 luglio del 1935 furono celebrati a Venezia solenni funerali e la salma venne tumulata nel Tempio votivo del Lido di Venezia, fino all'8 luglio 1959 quando venne traslata nella cripta della Basilica di San Marco. Nel 1960 venne aperta la causa di beatificazione.

## Omaggi
La città di Viterbo non ha mai dimenticato questo prestigioso porporato suo figlio: negli anni '50 gli fu intitolata un'importante via del centro storico (via Cardinal La Fontaine), ed inoltre, nel 1960 in occasione del centenario della nascita, fu posta dall'Amministrazione Comunale una lapide sulla sua casa natale.

A lui è intitolato un piazzale a Venezia, nell'isola del Lido.

## Genealogia episcopale e successione apostolica
La genealogia episcopale è:
- Cardinale Scipione Rebiba
- Cardinale Giulio Antonio Santori
- Cardinale Girolamo Bernerio, O.P.
- Arcivescovo Galeazzo Sanvitale
- Cardinale Ludovico Ludovisi
- Cardinale Luigi Caetani
- Cardinale Ulderico Carpegna
- Cardinale Paluzzo Paluzzi Altieri degli Albertoni
- Papa Benedetto XIII
- Papa Benedetto XIV
- Papa Clemente XIII
- Cardinale Marcantonio Colonna
- Cardinale Giacinto Sigismondo Gerdil, B.
- Cardinale Giulio Maria della Somaglia
- Cardinale Carlo Odescalchi, S.I.
- Cardinale Costantino Patrizi Naro
- Cardinale Lucido Maria Parocchi
- Cardinale Pietro Respighi
- Cardinale Pietro La Fontaine

La successione apostolica è:
- Cardinale Celso Costantini (1921)
- Vescovo Isidoro Sain, O.S.B. (1926)
- Arcivescovo Giovanni Costantini (1929)
- Vescovo Giovanni Jeremich (1929)
- Arcivescovo Mario Vianello (1931)
- Arcivescovo Pietro Tagliapietra (1931)